# Joaquín Pérez Prados
Joaquín Pérez Prados (Motril, 1952) es un poeta y novelista español.

## Biografía
Joaquín Pérez Prados nació en el año 1952 en Motril, municipio de la provincia de Granada. Realizó sus estudios secundarios en el Instituto Técnico, hoy Instituto Julio Rodríguez, con la primera promoción de bachilleres surgida en un centro público en esta ciudad. Cursa más adelante estudios de Magisterio en la Escuela Normal de Granada.
Tras diplomarse inicia un largo periplo profesional que lo lleva a residir en Santa Coloma de Gramanet durante nueve años. Más adelante, ya en tierras andaluzas, continúa su labor docente en las poblaciones de Alcaucín, Calahonda y finalmente en Motril, su ciudad natal, donde se jubila en 2012 como maestro.
Se dio a conocer como poeta en Santa Coloma de Gramanet, donde el Casal de Cultura de dicha ciudad le publicó en 1980 su primer libro de versos, Poemas cotidianos. Más adelante, ya en su localidad natal, practica la literatura costumbrista en obras como: Alborán. Relatos casi heroicos (1987), o La ciudad de la melaza (1997); otras de claro carácter etnográfico como: Alcaucín en la mirada (1995) y Encuentro con Jaraba (1999) e incluso, hace una incursión en la literatura juvenil con Cuentos del litoral (2002).
Su primera novela se publica en 1990, Las andanzas de Leoncio Pangallo en el Nuevo Mundo (1990). Le siguieron luego dos novelas que fueron galardonadas ambas con el Premio de Narrativa Ciudad de Baena: La plaza del olvido (1992) y Los seguidores de la Osa Menor (1995); esta última es una obra de recreación histórica en donde se cuenta «la huida durante el verano de 1952 de una partida de maquis de la granadina Sierra de Lújar hasta Francia, atravesando toda la península ibérica a pie y en marchas nocturnas»
Su siguiente libro llega en 1999, En el balneario , obra que Fernando de Villena califica de «atinado intento de restaurar un género hoy poco habitual: la novela romántica», De ese mismo año es Cita en Estambul (1999), una entretenida historia de intriga, muy cercana al género de aventuras según José Lupiañez
Tras un largo período de algo más de una década, en 2010 publica la novela de corte autobiográfico Morir en Granada y La última zafra (2012), obra que fue galardonada con el Premio de Narrativa Casa de Andalucía en Baleares el mismo año de su edición.

## Publicaciones
Poesía
- Poemas Cotidianos (Casal de Cultura de Santa Coloma de Gramanet, 1980).
- Antología de la joven poesía motrileña 1. Ayuntamiento de Motril, 1986, pp. 23-34.
- Antología de poetas motrileños. Ayuntamiento de Motril, 1993, pp. 81-101.
- No arrasadla: poetas por el medio ambiente. Ayuntamiento de Motril - Biblioteca Municipal, 2003. ISBN 978-84-88191-54-0

Relato
- Alborán. Relatos casi heroicos (Cuadernos monográficos de temas motrileños, Ayuntamiento de Motril,1987) ISBN 978-84-88191-06-9
- Susana y el mar. (Ayuntamiento de Motril, 1998) ISBN 978-84-88191-32-8
- Cuentos del Litoral (Ayuntamiento de Motril, 2002) ISBN 978-84-88191-51-9
- Rosa Chavez, en «Cantos del Sur». Ayuntamiento de Motril, 1989. pp. 37-39.

Novela
- Las andanzas de Leoncio Pangallo en el Nuevo Mundo (Ediciones A. Ubago, 1990) ISBN 978-84-85551-73-6
- Moriré de aguacero en el Besós (Ediciones Bubok, 1991)
- La plaza del olvido (Edición del Autor, 1992), IV Premio de Narrativa Ciudad de Baena.
- Los seguidores de la Osa Menor (Edición del Autor, 1995), VII Premio de Narrativa Ciudad de Baena.
- La ciudad de la melaza (Azukaría Mediterrane Ediciones, Colección Ingenio nº 9, 1997) ISBN 978-84-89685-11-6
- En el balneario (Edición del Autor, 1999)
- Cita en Estambul (Alhulia, 1999) ISBN 978-84-95136-25-1
- El país del son (Minasierra, 2005) ISBN 978-84-609-4438-6
- Morir en Granada (Alhulia, 2010) ISBN 978-84-92593-77-4 y (Alhulia, 2011) ISBN 978-84-15249-81-8
- La última zafra (Minasierra, 2012). Premio de Novela «Casa de Andalucía en Baleares».
- Los seguidores de la Osa Menor (Alhulia, 2016). Segunda edición corregida y aumentada. ISBN 978-84-15897-78-1

Ensayo
- Alcaucín en la mirada (Ayuntamiento de Alcaucín, 1995)
- Encuentro con Jaraba (Prensa Diaria Aragonesa, 1999)
- Motril en la literatura (Asociación Fco. Javier de Burgos, 2018) ISBN 978-84-697-8849-3
- Juegos populares, en «Anuario de estudios motrileños». Ayuntamiento de Motril, 1986, pp. 23-37.
- Recuerdo de un sueño compartido: 25 años de vida académica. Instituto de Bachillerato Julio Rodríguez. Ayuntamiento de Motril, 1992.
- Teatro Calderón de la Barca de Motril: historia y sociedad, 1880-1971. Jesús González Estudios Culturales, 1994.
- Fernando Robles, un escritor desarraigado, en «Siete nombres de la cultura motrileña». El Faro, 1996, pp. 329-342.
- De Motril a Leningrado, en «Revista Guadalfeo 1». Asociación Cultural Guadalfeo, 1997, pp. 251-263.
- Un motrileño olímpico, en «Revista Guadalfeo 2». Asociación Cultural Guadalfeo, 2001, pp. 13-31. ISBN 978-84-923486-5-7
- Paisaje con olivo. «Árbol de bendición: antología literaria del olivo». Instituto de Estudios Almerienses, 2001. ISBN 978-84-8108-235-7
- La Sierra de Lújar. Monografías ambientales de la costa granadina 4. Ayuntamiento de Motril - Biblioteca Municipal, 2006. ISBN 978-84-88191-63-2
- 50 aniversario IES Julio Rodríguez (1965-2015): la consolidación de un sueño. Ayuntamiento de Motril, 2015.

## Premios y reconocimientos
- 1980: Premio Concurso Literario Ciudad de Motril a la novela ¿Por qué lloras, Andalucía?
- 1992: "Premio de Amador de los Ríos" de narrativa Ciudad de Baena, IV edición, a la novela La plaza del olvido.[2]
- 1995: Premio de Narrativa Ciudad de Baena, VII edición, a la novela Los seguidores de la Osa Menor.[4]
- 2012: Premio de la Casa de Andalucía en Baleares a la novela La última zafra.[8]
- 2018: 2º Premio del 1.er Certamen de Poesía y Derechos Humanos "Gaspar Esteva" por el poema “Propuesta a Omar”.[9]